# تد داود
تد داوْدْ (انگلیسی: Ted Dowd) تهیه‌کننده تلویزیونی و رادیویی اهل انگلستان است.
از فیلم‌ها یا مجموعه‌های تلویزیونی که وی در آن‌ها نقش داشته‌است، می‌توان به وقت خانه اشاره نمود.